# Emotionell kapitalism
Emotionell kapitalism är ett samhälleligt skeende där både emotionella liksom ekonomiska diskurser och praktiker skapar varandra liksom samverkar. Ett exempel på detta är en arbesplats där personalens välmående vårdas för att öka för att öka företagets produktivitet. Känslor ses således som en resurs som ska utvecklas och hanteras, vilket går hand i hand med marknadskrafters intressen då det i sin tur kan styra beteendet på marknaden. Detta medför att psykologi i sig blir ett maktmedel då det kan institutionalisera och kontrollera känsloliv. Termen emotionell kapitalism härstammar från sociologen Helga Nowotnys idé om emotionellt kapital som denne bekskriver som "kunskap, kontakter och relationer liksom tillgång till emotionellt värderade förmågor och tillgångar." Genuina sociala band människor emellan, blir således värdefullt och ett kapital i sig.